# Максим Козицки
Максим Зиновијович Козицки (украјински: Максим Зіновійович Козицький, Лавов, 19. фебруар 1981) је украјински предузетник и политичар. Од 5. фебруара 2020. године је начелник регионалне управе Лавовске области.
У периоду од 1998. до 2004. године је студирао медицину Универзитету у Лавову.
Од септембра 2007. године Козицки је заузимао различите позиције у енергетским компанијама до тренутка доласка на позицију управе регионалне администрације.

## Каријера
Козицки се 2015. године кандидовао за члана Регионалног савета Лавова као представник политичке партије „Самопоуздање“, али није примљен у савет. У лето 2019. био је кандидат за место гувернера Лавовске регионалне државне администрације заједно са Маркијаном Малским и Денисом Шмихалом, али није добио ту функцију. Међутим, у децембру 2019. Малски је најавио своју смену, а Максим Козицки је добио одобрење од стране Владе Украјине за постављање на место гувернера Регионалног савета Лавова.
Председник Украјине Володимир Зеленски је 5. фебруара 2020. потписао наредбу о постављању Максима Козицког за гувернера Лавовске регионалне државне администрације. У исто време, Козицки је постао шеф Лавовске регионалне организације политичке партије Слуга народа.
Са почетком инвазије Русије на Украјину, постао је начелник војне управе Лавовске области (као и остале особе које су на позицији гувернера за своје области).